# 하란 (튀르키예)

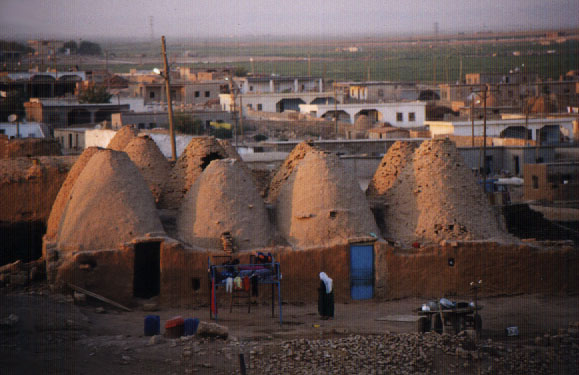
전통적인 진흙 벽돌 비히브 집, 튀르키예의 하란

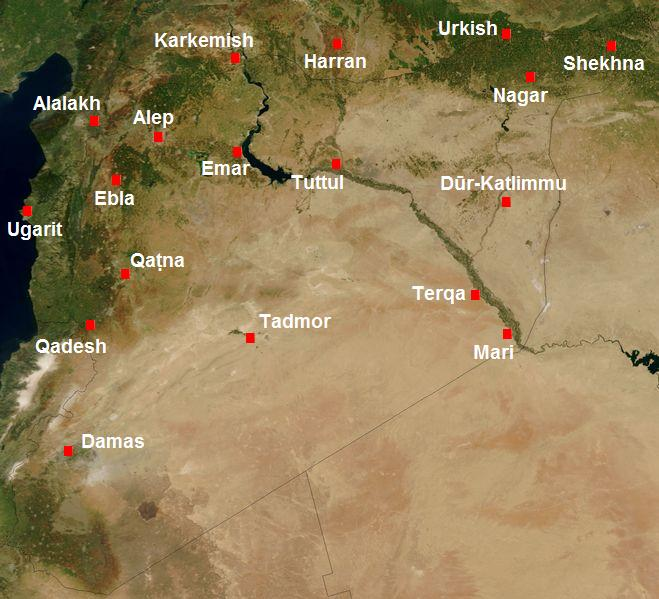

하란(Harran)은 튀르키예의 샨르우르파주에 위치한 지역이며, 옛 명칭인 카라이(그리스어: Kάρραι) 라는 이름으로 알려져 있다.

## 역사
메소포타미아의 주요 상업, 문화, 종교 중심이었던 매우 오래된 도시 하란은 중요한 고고학적인 장소이다. 그곳은 아브라함이 가나안에 도달하기 전에 살았던 장소로 확인된다.
하란의 교역 상대중에는 레바논의 튀레가 있었다.
카라이는 소멸한 고대 도시로 기원전 53년 로마와 파르티아 제국이 싸운 카레 전투에서 그 이름을 주었다.
기원전 1100년경 아시리아의 티그라트-필레세르 1세의 비문에 언급되어 있다. 히타이트의 수필룰리우마와 미탄니의 샤티와자의 조약 후에 하란은 미탄니를 정복중이던 피야시실리스의 히타이트 군에 의해 불탔다.
기원전 763년 하란은 약탈되었고 신아시리아 군주 사르곤 2세에 의해 재건되었다. 기원전 612년 그곳은 니네베 점령 후에 아시리아의 사령부가 되었는데 기원전 609년에는 카르케미시 전투 후에 바빌로니아에 격파되고 병합되었다.
달의 신의 사원이 여러 왕에 의해 재건되었는데, 아슈르바니팔, 나보니두스 등이 그들이다.